# Сьюзен Ліндквіст
Сьюзен Ліндквіст (англ. Susan Lee Lindquist, до шлюбу Маккензі, англ. McKenzie; 5 червня 1949, Чикаго — 27 жовтня 2016, Бостон) — американська молекулярна біологиня.
Її дослідження зробили дріжджі моделлю для вивчення хвороб людини, еволюції та біоматеріалів, а найбільшу популярність Ліндквіст принесла її робота над пріонами.
Професорка біології Массачусетського технологічного інституту, членкиня і в 2001—2004 роках директорка його Whitehead Institute, дослідниця Howard Hughes Medical Institute, до 2001 року професорка Чиказького університету. Членкиня Національних Академії наук (1997) та Медичної академії (2006) США, Американського філософського товариства (2003), іноземна членкиня Лондонського королівського товариства (2015). Удостоєна Національної наукової медалі (2009) та інших престижних нагород.

## Життєпис
Сьюзен Ліндквіст закінчила Іллінойсский університеті в Урбана-Шампейні (бакалавр мікробіології, 1971).
Ступінь доктора філософії з біології отримала в Гарвардському університеті в 1976 році, займалася в лабораторії біолога Метью Мезельсона.
У 1976—1978 роках, як постдок Американського онкологічного товариства в Чиказькому університеті викладала там в 1978—2001 роках, досягнувши в 1999 році посади Ласкеровського професора медичних наук. У 2001 році вступила професоркою на кафедру біології Массачусетського технологічного інституту і одночасно в 2001—2004 роках працювала директоркою його Whitehead Institute, а потім членкинею останнього.
Також Сьюзен Ліндквіст була дослідницею Howard Hughes Medical Institute (1988—2001 і згодом) і асоційованою членкинею Broad Institute та David H. Koch Institute for Integrative Cancer Research.
У 2004 році Ліндквіст була обрана членкинею ради директорів Johnson & Johnson і засідала в керуючому комітеті компанії, а також головувала в її комітеті з науки, технологій та сталого розвитку.
Була засновникцею Yumanity Therapeutics та REVOLUTION Medicines і співзасновником FoldRx Pharmaceuticals.
Одружена, дві доньки.
Сьюзен Ліндквіст померла від раку на 68-у році життя у жовтні 2016 року.
У 2002 році Сьюзен Ліндквіст була названа в числі 50 найбільш впливових жінок у науці за версією журналу Discover (magazine).
Членкиня Американської академії мистецтв і наук (1996), фелло American Academy of Microbiology[en] (1997), асоційована членкиня EMBO (2011).

## Нагороди та відзнаки
- Novartis/Drew Award (2000)
- Keith R. Porter Lecture[en] (2001)
- Премія Діксона з медицини (2003)
- WICB Senior Award[en] (2004)
- Премія Вільяма Проктера за наукові досягнення, товариство Sigma Xi (2006)
- Genetics Society of America[en] Medal (2008)
- Otto Warburg Medal[en] Німецького товариства біохімії і молекулярної біології (2008)
- Harvard Centennial Medal[en] (2008)
- FASEB Excellence in Science Award[en] (2009)
- Max Delbrück Medal[en], Центр молекулярної медицини імені Макса Дельбрюка (2010)
- Mendel Medal,  Genetics Society[en] (2010)
- Національна наукова медаль (2009)
- Медаль Вілсона Американського товариства клітинної біології (2012)
- Howard Taylor Ricketts Award [de] Чиказького університету (2013)
- Vanderbilt Prize for Women's Excellence in Science and Mentorship,  Vanderbilt University School of Medicine[en] (2014 року)
- Vallee Visiting Professorship (2015)
- Премія медичного центру Олбані (2016)
- Премія Розенстіла (2016, посмертно)